# Master Patient Index
Der Master Patient Index (MPI) ist ein Konzept zur Überwindung der Schranken zwischen Krankenhaus-IT-Lösungen verschiedener Hersteller oder Generationen ohne Gefährdung des Patienten. Dazu wird im Master Patient Index ein Index verwaltet, welcher möglichst alle bekannten und vergebenen Identitäten und Indices eines Patienten aus verschiedenen Bereichen (Krankenhäusern, Abteilungen eines Krankenhauses, Arztpraxen etc.) referieren soll. Ein MPI dient dazu, die Information aus den verschiedenen Quellen unter einer gemeinsamen Identität (einem Index) auch übergreifend über aufeinanderfolgende Fälle desselben Patienten aufzufinden. 
Eine Integration der heterogenen Datenbestände ist mit dem Master Patient Index mangels gesetzlicher Grundlage nicht verbunden. Produkte, die solche Integration der Datenbestände behaupten, überwinden ohne Zustimmung des Patienten keine horizontalen Schranken zwischen verschiedenen Unternehmen des Gesundheitsbetriebs. Auch eine Überwindung der vertikalen Schranken zwischen Versicherungsträger oder Kostenträger, Versichertem und Leistungsträger sind auf die gesetzlichen Regeln beispielsweise nach SGB V und SGB X beschränkt.

## Technischer Hintergrund
Referenzierte Bereiche können verschiedene Abteilungen innerhalb eines Krankenhauses oder verschiedene Organisationen zum Beispiel ein Krankenhaus, eine Arztpraxis oder ein Pflegeheim sein. Jeder dieser Bereiche besitzt ein eigenes Informationssystem. Für einen Patienten gibt es im jeweiligen Informationssystem der Bereiche eine eindeutige Identifizierung. Diese ist jedoch über den Bereich hinaus meist nicht eindeutig. Diese Eindeutigkeit wird durch den MPI hergestellt, indem neben einem über dem gesamten Bereich eindeutigem Index alle Indices des Patienten aus den Bereichen gespeichert werden.
Beispiel:
Master Patient Index für Patient Franz Müller (Master ID: 567895432178) 
Krankenhaus 1: Franz Müller (Patienten ID:      3456)
Krankenhaus 2: F. Müller    (Patienten ID:     89765)
Arztpraxis 1: FRANZ MUELLER (Patienten ID:     76453)
Krankenkasse: Franz Mueller (Versicherten ID: 346576)

## Medizinischer Hintergrund
Dienstleister im Gesundheitswesen arbeiten weltweit vorwiegend arbeitsteilig. Dies bedeutet, dass jeder Patient im Laufe seiner Versicherungsgeschichte und für jeden Fall neu bei Behandlung von verschiedenen Abteilungen (Radiologie, Labor, Innere Medizin) und medizinischen Leistungserbringern betreut (niedergelassene Ärzte, Krankenhäuser, Physiotherapeuten, Pflegeheime) wird. Daher ist es erforderlich, medizinische Dokumentation über die Behandlung und den Krankheitsverlauf mit den Beteiligten zu teilen. Um dies zu ermöglichen, wurden IT-Systeme eingerichtet. 
Dabei gibt es eine Reihe von technischen und organisatorischen Schnittstellen bei der Administration der Informationen zu jedem einzelnen Patienten und zu jedem einzelnen Fall. An diesen Schnittstellen kann für die Behandlung wichtige Information durch falsche Zuordnung oder durch falsche Identifizierung leicht verloren gehen oder den einzelnen Patienten oder Dritte gefährden. Ein MPI sorgt dafür, die Information aus den verschiedenen Quellen unter einer gemeinsamen Identität (einem Index) nachzuweisen. Der MPI führt dabei nicht die einzelnen medizinischen Daten oder Dokumente zusammen.

## Administrative Randbedingungen
Die Trennung der Informationen zur individuellen Patientenakte wird auf lange Sicht jeweils in der lokalen elektronischen Patientenakte des einzelnen Dienstleistungsbetriebs beibehalten, um die Abgrenzung der Gefährdungshaftung erkennen zu können. Ohne gesetzliche Grundlage ist keine Änderung sinnvoll.

## Komponenten
Eine MPI kann aus den folgenden Komponenten bestehen:
- Ähnlichkeitssuche im Hintergrund, Vergleich verschiedener Patientenidentitäten und Identifikation von potenziell zusammengehörigen Kandidaten
- Arbeitsunterstützung an der Oberfläche, Aufbereitung der Ergebnisse der Ähnlichkeitssuche für manuelle Erstellung von Referenzen zwischen IDs der Bereiche und der Master Patient ID.
- Verwaltung der einzelnen Patientenidentitäten, Speicherung der einzelnen referenzierten Identitäten und Nutzung dieser Metainformation für elektronische Patientenakten und andere Anwendungen.